# Jan Heralt z Kounic
Jan Herald z Kounic, uváděn častěji jako Johann Heraldus, (německy Johann von Kaunitz) byl český šlechtic z rodu Kouniců ve 14. století.

## Život
Byl ve suitě českého krále Jana Lucemburského při jeho podpoře Ludvíka Bavorského a pomohl mu získat císařskou korunu proti Bedřichovi Habsburskému.
Jan z Kounic byl jedním z hrdinů rozhodující bitvy u Mühldorfu dne 28. září 1322 a za jeho statečnost ho Ludvík Bavorský pasoval na rytíře.

### Manželství a potomstvo
Z Janova manželství s Anežkou z blíže neurčeného rodu, se narodili dva synové - Adam I. z Kounic, zvaný „zbožný“ a Záviš Arnold z Kounic. (Karl Hopf v I. svazku svého Genealogického atlasu, tab. 676, mylně uvádí Janovy tři syny: Arnolda, Adama a Záviše. Jedná se však o chybné rozdělení jména Záviše Arnolda na dvě osoby, Arnold a Záviše). 
Zatímco Adam byl pokračovatelem rodu Kouniců, od druhého, Záviše Arnolda, vzešla rodová linie pánů z Újezdce.